# Human Rights Now!
Human Rights Now! va ser una gira mundial de vint concerts benèfics en nom d'Amnistia Internacional que va tenir lloc durant sis setmanes el 1988. Celebrats no per recaptar fons, sinó per augmentar la conscienciació tant de la Declaració Universal dels Drets Humans en el seu 40è aniversari com del treball d'Amnistia Internacional, els espectacles van comptar amb Bruce Springsteen i la E Street Band, Sting, Peter Gabriel, Tracy Chapman i Youssou N'Dour, a més d'artistes convidats de cadascun dels països on es van celebrar els concerts.
A la gira van participar activistes dels drets humans i antics presoners d'arreu del món, liderats per Sonny Venkatrathnam de Sud-àfrica. A cada lloc, els artistes i els líders d'Amnistia van oferir una conferència de premsa per parlar dels drets humans, i els assistents al concert van rebre còpies de la Declaració Universal en el seu idioma i oportunitats per signar-la ells mateixos i unir-se al moviment mundial dels drets humans. La gira va comptar amb grans concerts a grans estadis com el Camp Nou (90.000 persones), Népstadion (80.000), JFK Stadium (78.000), El Monumental (75.000) i Harare (75.000). Només París i Toronto van tenir espectacles a l'arena. El concert de París s'havia de celebrar inicialment en un gran circuit de carreres que podia acollir 72.000 persones, però els promotors van canviar d'opinió i es va traslladar a l'interior.
La gira va ser possible en part gràcies a una subvenció de la Fundació Reebok. Els vint concerts van ser la segona etapa del que posteriorment es va conèixer col·lectivament com els Concerts dels Drets Humans, una sèrie d'esdeveniments musicals i gires organitzades per la Secció dels Estats Units d'Amnistia Internacional entre 1986 i 1998.

## Rerefons

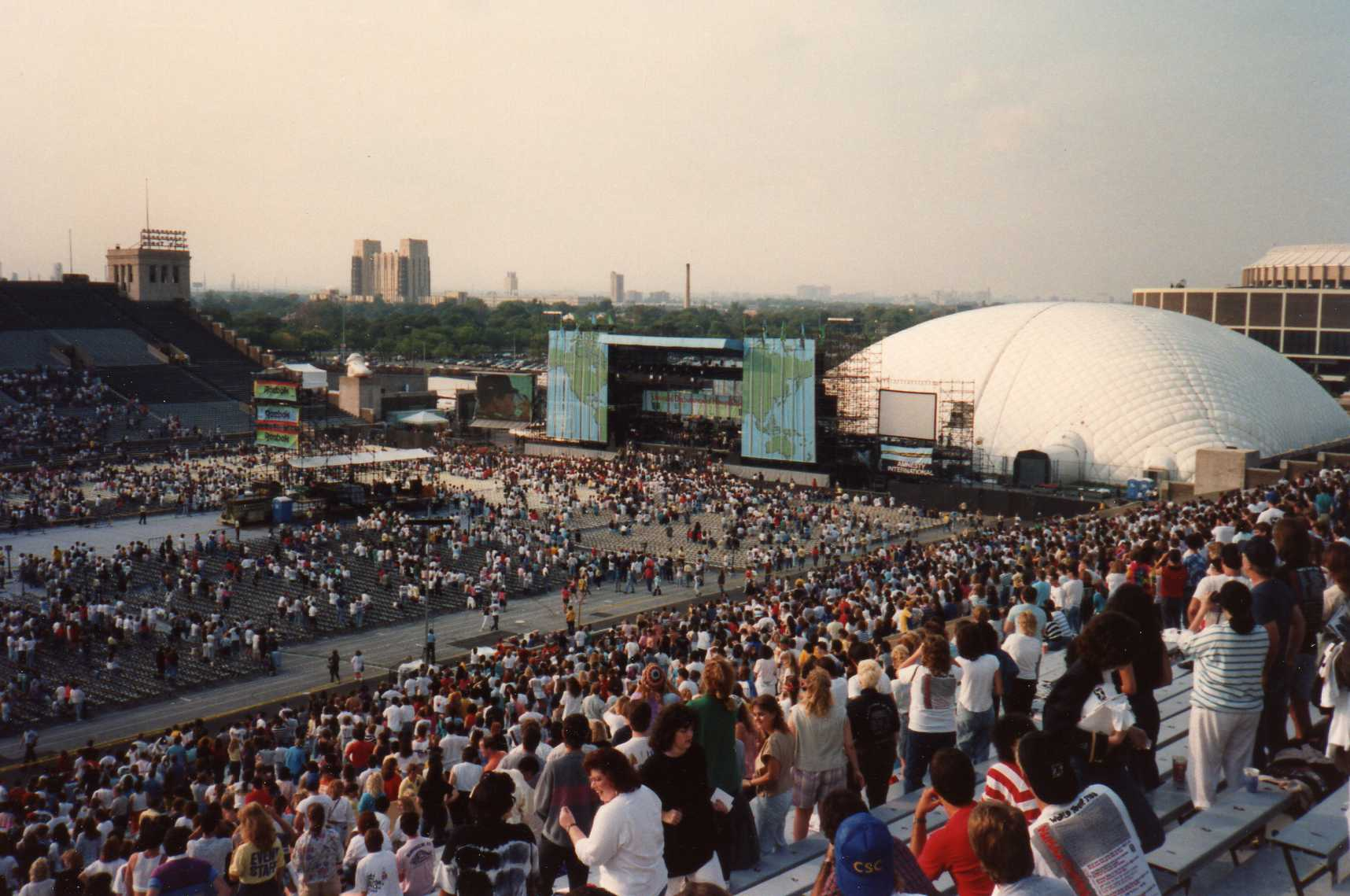
Etapes d'obertura de l'espectacle del 19 de setembre a l'estadi JFK de Filadèlfia.

La gira va ser concebuda originalment pel director executiu de la secció nord-americana d'Amnistia Internacional, Jack Healey, després d'un suggeriment de l'antic director executiu David Hawk, amb algunes aportacions limitades del productor Martin Lewis, que havia reclutat per primera vegada músics de rock per actuar per Amnistia anys abans per a la gira de beneficència Secret Policeman's Ball. Healey va desenvolupar el concepte amb el famós promotor de rock Bill Graham, que havia treballat amb Healey en la gira més curta d'Amnistia només als EUA el 1986, titulada A Conspiracy of Hope, i que va actuar com a director de la gira. Healey va exercir de productor executiu, liderant l'equip de tres productors: Mary Daly, Jessica Neuwirth i James Radner, pare de George Radner. Les estratègies mediàtiques per a la gira, basades en conceptes originats per Healey i Lewis, van ser desenvolupades per Healey i Daly i executades pel director de mitjans de la gira Magdeleno Rose-Avila i Charles Fulwood, director de comunicacions d'Amnistia Internacional als EUA.

## Actuacions

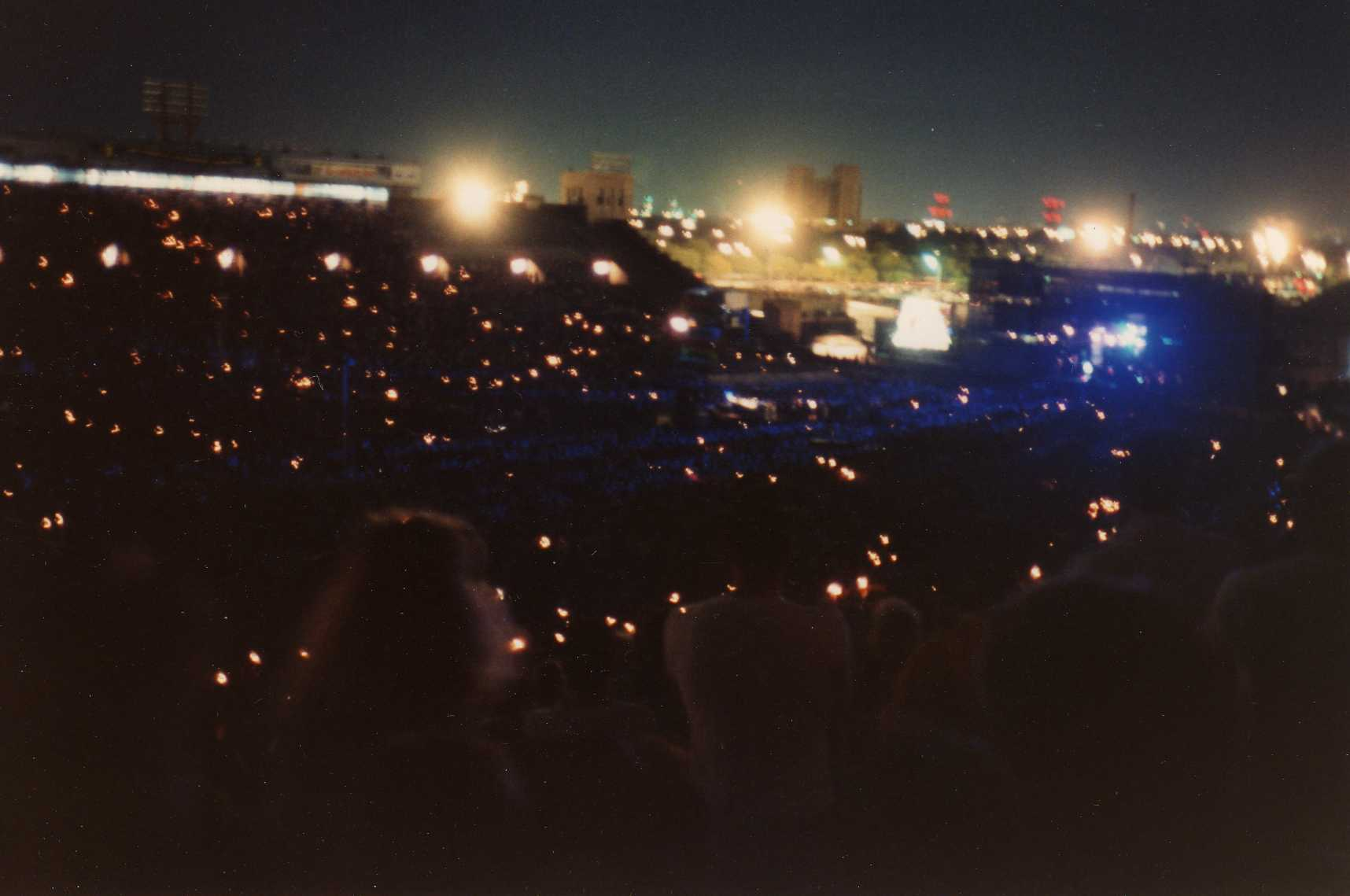
Encenedors per a cançons com «Biko» de Peter Gabriel que van amplificar els temes de la gira.

| Data (1988)      | Ciutat      | País          | Lloc                                 | Artistes convidats                    |
| Europa           | Europa      | Europa        | Europa                               | Europa                                |
| ---------------- | ----------- | ------------- | ------------------------------------ | ------------------------------------- |
| 2 de setembre    | Londres     | Anglaterra    | Estadi de Wembley                    | N/D                                   |
| 4 de setembre    | París       | França        | Palau Omnisports de París-Bercy      | Michel Jonasz                         |
| 5 de setembre    | París       | França        | Palau Omnisports de París-Bercy      | Michel Jonasz                         |
| 6 de setembre    | Budapest    | Hongria       | Népstadion                           | Hobo Blues Band János Bródy           |
| 8 de setembre    | Torí        | Itàlia        | Estadi Comunal                       | Claudio Baglioni                      |
| 10 de setembre   | Barcelona   | Espanya       | Camp Nou                             | El Último de la Fila                  |
| Amèrica del nord |             |               |                                      |                                       |
| 13 de setembre   | Sant Josep  | Costa Rica    | Estadi Nacional                      | Guadalupe Urbina                      |
| 15 de setembre   | Toronto     | Canadà        | Jardins Maple Leaf                   | K.d. lang                             |
| 17 de setembre   | Mont-real   | Canadà        | Estadi Olímpic                       | K.d lang Michel Rivard Daniel Lavoie  |
| 19 de setembre   | Filadèlfia  | Estats Units  | Estadi John F. Kennedy               | Joan Baez                             |
| 21 de setembre   | Los Angeles | Estats Units  | Coliseu Memorial de Los Angeles      | Joan Baez Bono The Edge               |
| 23 de setembre   | Oakland     | Estats Units  | Coliseu del comtat d'Oakland–Alameda | Joan Baez Roy Orbison                 |
| Àsia             |             |               |                                      |                                       |
| 27 de setembre   | Tòquio      | Japó          | Cúpula de Tòquio                     | Kodō                                  |
| 30 de setembre   | Nova Delhi  | Índia         | Estadi Jawaharlal Nehru              | L. Shankar Zakir Hussain              |
| Europa           |             |               |                                      |                                       |
| 3 d'octubre      | Atenes      | Grècia        | Estadi Olímpic                       | Iorgos Dalaras                        |
| Àfrica           |             |               |                                      |                                       |
| 7 d'octubre      | Harare      | Zimbabwe      | Estadi Nacional d'Esports            | Oliver Mtukudzi Ilanga Cde Chinx      |
| 9 d'octubre      | Abidjan     | Costa d'Ivori | Estadi Félix Houphouët-Boigny        | Ismaël Isaac Johnny Clegg             |
| Sud Amèrica      |             |               |                                      |                                       |
| 12 d'octubre     | Sao Paulo   | Brasil        | Parc Antártica                       | Milton Nascimento Pat Metheny         |
| 14 d'octubre     | Mendoza     | Argentina     | Estadi Malvinas Argentinas           | Los Prisioneros Markama Inti-Illimani |
| 15 d'octubre     | bons Aires  | Argentina     | El Monumental                        | León Gieco Charly García              |

### Dades de taquilla
| Data (1988)    | Ciutat                    | Lloc                                 | Assistència             | Brut             |
| -------------- | ------------------------- | ------------------------------------ | ----------------------- | ---------------- |
| 17 de setembre | Montreal, Canadà          | Estadi Olímpic                       | 58.679 / 60.199         | 1.807.956 dòlars |
| 19 de setembre | Filadèlfia, Estats Units  | Estadi John F. Kennedy               | 74.892 / 74.892         | 2.621.220 dòlars |
| 21 de setembre | Los Angeles, Estats Units | Coliseu Memorial de Los Angeles      | 56.547 / 64.000         | 1.973.790 dòlars |
| 23 de setembre | Oakland, Estats Units     | Coliseu del comtat d'Oakland–Alameda | 58.500 / 58.500         | 1.462.500 dòlars |
| TOTAL          | TOTAL                     | TOTAL                                | 248.618 / 257.591 (97%) | 7.865.466 dòlars |